# Cheryl (singolo)
Cheryl è un singolo del rapper statunitense Yung Gravy, pubblicato il 21 giugno 2017

## Tracce
1. Cheryl – 2:50